# Hot Hot Hot/Mirrors
Hot Hot Hot/Mirrors (jap. Hot Hot Hot/ミラーズ Hot Hot Hot/Mirāzu) – czterdziesty siódmy singel południowokoreańskiego zespołu TVXQ, wydany w Japonii 31 lipca 2019 roku przez Avex Trax. Został wydany w trzech edycjach: regularnej CD, limitowanej CD+Photobook oraz „Bigeast”. Osiągnął 2 pozycję w rankingu Oricon i pozostał na liście przez 10 tygodni, sprzedał się w nakładzie 66 074 egzemplarzy w Japonii.

## Lista utworów
| CD | CD                                     | CD               | CD                                                   | CD                             | CD      |
| Nr | Tytuł utworu                           | Tekst            | Kompozycja                                           | Aranżacja                      | Długość |
| -- | -------------------------------------- | ---------------- | ---------------------------------------------------- | ------------------------------ | ------- |
| 1. | „Hot Hot Hot”                          | Kelly            | Nicolas Scapa, Michael John Hancock, John Read Fasse | Nicolas Scapa, John Read Fasse | 3:19    |
| 2. | „Mirrors” (jap. ミラーズ)              | Tsukiko Nakamura | Hi-yunk                                              | Hi-yunk                        | 4:47    |
| 3. | „Hot Hot Hot” (Less Vocal)             |                  | Nicolas Scapa, Michael John Hancock, John Read Fasse | Nicolas Scapa, John Read Fasse | 3:19    |
| 4. | „Mirrors” (jap. ミラーズ) (Less Vocal) |                  | Hi-yunk                                              | Hi-yunk                        | 4:43    |

## Notowania
| Lista                             | Pozycja |
| --------------------------------- | ------- |
| Oricon Weekly Singles Chart       | 2       |
| Oricon Yearly Singles Chart       | 79      |
| Billboard Japan Hot 100           | 4       |
| Billboard Japan Top Singles Sales | 3       |